# Rorea aucklandensis
Espèce
Rorea aucklandensis est une espèce d'araignées aranéomorphes de la famille des Desidae.

## Distribution
Cette espèce est endémique des îles Auckland en Nouvelle-Zélande.

## Étymologie
Son nom d'espèce, composé de auckland et du suffixe latin -ensis, « qui vit dans, qui habite », lui a été donné en référence au lieu de sa découverte, les îles Auckland.

## Publication originale
- Forster & Wilton, 1973 : The spiders of New Zealand. Part IV. Otago Museum Bulletin, vol. 4, p. 1-309.